# Luc Kaisin
Luc Kaisin (Namen, 3 juli 1900 – Brussel, april 1963) was een Belgisch figuratief kunstschilder van landschappen, marines en circusfiguren.

## Levensloop

### Landschappen en marines
In het begin van zijn carrière weifelde Kaisin nog tussen het landschap en het zeegezicht. Hij bracht bosgezichten, boerderijen naast marines. Meer en meer zou hij zich het profiel van marineschilder aanmeten met Oostendse havengezichten en marines. Hij behoorde tot een groep conservatief-burgerlijke kunstschilders uit Brussel tijdens het interbellum.
Een van zijn eerste tentoonstellingen was in Heist, samen met Victor Uytterschaut, Henri Roidot, Leschevin en Emile Thysebaert. Hij was ook vriend van James Ensor.
Zijn atelier was in 1936 in de Jupiterlaan 119 in Brussel.
Hij opende in juli 1937 een galerij op het gelijkvloers van een villa op de zeedijk in Knokke.

### Tijdens en na de Tweede Wereldoorlog
Tijdens de Tweede Wereldoorlog week Kaisin uit naar Frankrijk. Zijn vlucht strandde in een dorpje in de Cevennen. Via Sète zou hij terug naar Vlaanderen keren.
In de late jaren 40 en 50 schilderde hij naast zijn marines ook vaak clowns en pierrots.
In 1946 was hij samen met sculpturen van Raymond de Meester de Betzenbroeck de eerste exposant in een nieuwe Oostendse Galerie, “Ocean”, gelegen aan de Van Iseghemlaan. In 1951 woonde hij Bourgondisch Kruis 43 in Brugge.
Op huidige veilingen worden zijn werken geschat tussen €500 - €2000, maar behalen soms lagere prijzen. Een olieverf op doek "Vissershaven" werd geveild op €1200 in april 2003 in het veilinghuis Vanderkinderen, Brussel.

## Exposities
- 1929 : tentoonstelling in Galerie A.E.A., rue de Pépin, Brussel
- 1931 : tentoonstelling in Salon Stella in Namen
- 1936 : tentoonstelling in Galerie d’Art, Koningstraat 138 Brussel
- 1936 : tentoonstelling in Galerie Signet in Charleroi
- 1937 : tentoonstelling in Galerie San Salvador (Brugge).
- 1937 : tentoonstelling in de Oostendse galerie “Studio” (Zoals gewoonlijk schreef James Ensor een intro voor de exposant)
- 1937 : tentoonstelling in Mergelynck Museum in Ieper
- 1937 : tentoonstelling in Nouvelles Galeries, Charleroi
- 1937 : tentoonstelling in de Zaal Taets in Gent
- 1937 : tentoonstelling in Stadhuis Roeselare
- 1937 : tentoonstelling in Cercle Artistique in Namen
- 1937 : tentoonstelling in Galerie d’Art du Journal de la Meuse in Luik
- 1938 : tentoonstelling in Antwerpen
- 1938 : tentoonstelling in Hasselt
- 1938 : tentoonstelling in Galerie Bradtké, Luxemburg
- 1938 : tentoonstelling in Salle Saint-George in Mons
- 1938 : tentoonstelling in Stadsschouwburg Kortrijk
- 1946 : tentoonstelling in Galerie “Ocean”, Oostende

## Verzamelingen
- Verzameling Belgische Staat
- Verzameling Provincie Namen (Haven van Oostende; aankoop uit 1930)
- Oostende, Kamer van Handel en Nijverheid
- Oostende, Mu.ZEE (Kunstmuseum aan Zee) (bewaart ook het plakboek van de kunstenaar)